# 福岛50死士

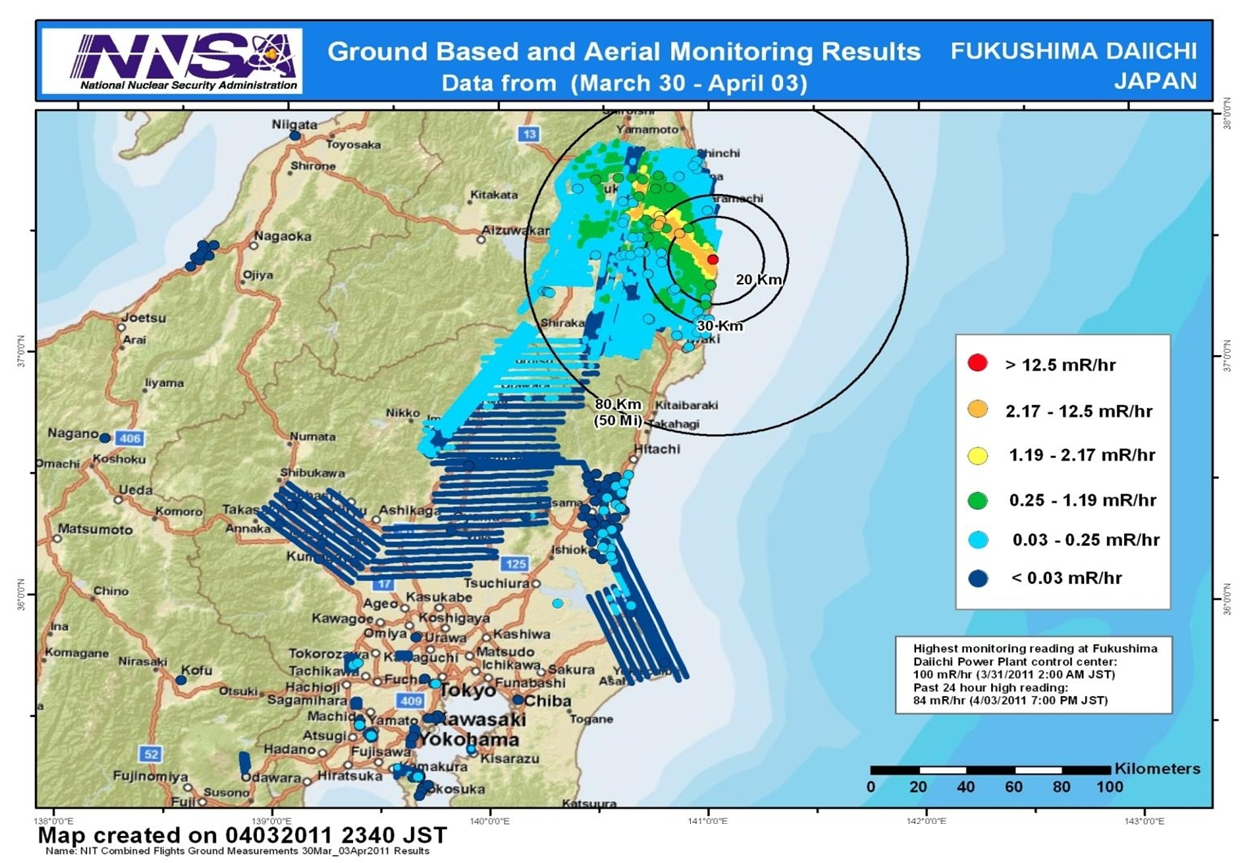
核電廠周圍輻射汙染區域圖（2011年3月22日-4月3日）。

福岛50死士（日语：フクシマ50）是对2011年福岛第一核电站发生泄漏事故後，媒體對800多名工作人员進行撤离時自愿或被要求留下来的50位繼續在核電廠內進行緊急維修作業者的称呼。
后来有更多的人回到现场，总人数增加到180。而到3月18日这个人数就达到580人，他们以50人为一组的方式值勤，每10至15分钟轮流进出厂房。日本首相菅直人承认他们的英勇。
3月18日，由于柏崎刈羽核电站派来增援，以及铺设电线的工作人员加入，工人总数扩大到580人。
3月29日，为了确保一线作业人数，接受东电请求的合作公司，在各地积极招募工作人员，有的甚至开出了一天40万日元的高薪。
現場人員共有五人因心臟病死亡，可能和在場工作的心理因素有關。沒有任何人受到危險劑量的輻射，也沒有人因而罹病或死亡。有三位員工受到較高劑量的輻射，兩位送醫，但皆未超出政府管制的上限。

## 相关评论

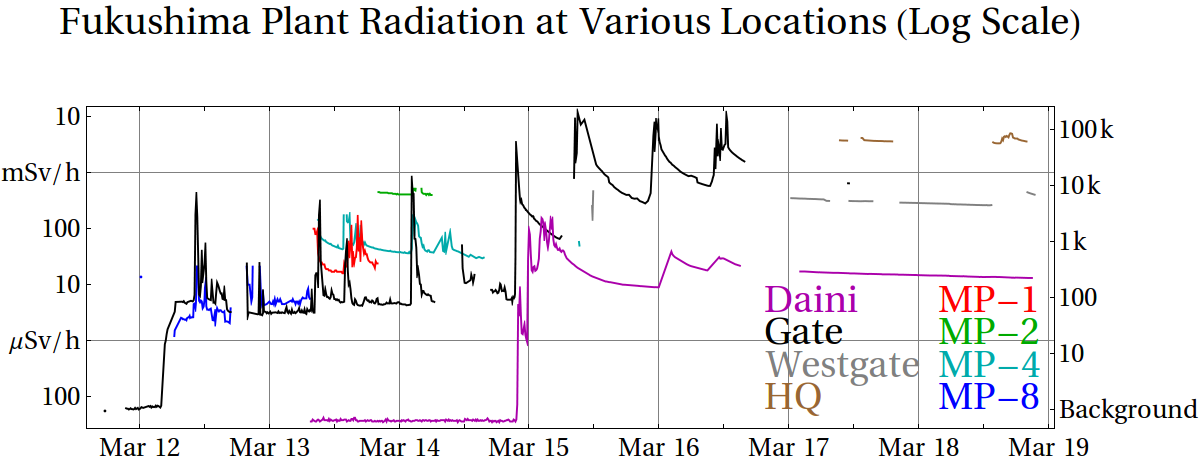
福島第一核電廠內一些測點的輻射劑量率。

据媒体报导，進入高危險區的人員包括年輕人及外包的人力派遣，其中兩名腳踩高輻射積水的員工剛好就是年輕的承包商員工。年輕人不應進入高危險區的原因是同樣是暴露在較高的輻射，老年人可能減少的壽命、生活品質及生育權會遠少於年輕人；而派遣人力及承包商員工可能缺乏專業知識，會受到更高的傷害。
这些人员的工作条件十分恶劣，不仅缺乏足够的食物和衣物，还遇到了供暖和供水问题；因为手机不通，他们也无法听到家人的声音。
3月24日，华尔街日报刊登了29岁的多田賢治的话语：“我感到害怕，但总得有人去。”并说他仍然拿着标准工资（月薪20万日元，低于日本当时的平均水准）。
在得知参与核电站工作的人中还有年轻人时，当地的老年人自发号召前往第一核电站工作，以减少年轻人被辐射的可能。
对于这个团体，英国卫报称赞说：“所有的核电从业人员和大众，都只能仰慕他们”。德国媒体则把他们称为“现代版四十七士”。
同年7月，他们获得西班牙頒授阿斯图里亚斯亲王奖。10月，消防员警察和自卫队官等5人作为代表领了奖。
調查發現在場工作的人員有 11-14% 的人員後來有因而受到歧視。

## 改編電影
- 福島50死士 (电影)